# Amstel Gold Race 1998
L'Amstel Gold Race 1998, trentatreesima edizione della corsa, valida come prova della Coppa del mondo di ciclismo su strada, si svolse il 25 aprile 1998 su un percorso di 258 km con partenza ed arrivo a Maastricht. Fu vinta dallo svizzero Rolf Järmann, che terminò in 6h 43' 20".
Alla partenza erano presenti 193 ciclisti, dei quali 84 completarono la gara.

## Squadre partecipanti
| N.      | Cod. | Squadra               |
| ------- | ---- | --------------------- |
| 1-8     | TEL  | Team Deutsche Telekom |
| 11-18   | MAP  | Mapei-Bricobi         |
| 21-28   | FES  | Festina-Lotus         |
| 31-38   | ONC  | ONCE-Deutsche Bank    |
| 41-48   | RAB  | Rabobank              |
| 51-58   | BAN  | Banesto               |
| 61-68   | CSO  | Casino-Ag2r           |
| 71-78   | TVM  | TVM-Farm Frites       |
| 81-88   | GAN  | Gan                   |
| 91-98   | SAE  | Saeco-Cannondale      |
| 101-108 | FDJ  | Française des Jeux    |
| 111-118 | LOT  | Lotto-Mobistar        |
| 121-128 | PLT  | Team Polti            |

| N.      | Cod. | Squadra                        |
| ------- | ---- | ------------------------------ |
| 131-138 | COF  | Cofidis                        |
| 141-148 | ASI  | Asics-CGA                      |
| 151-158 | VIT  | Vitalicio Seguros              |
| 161-168 | KEL  | Kelme-Costa Blanca             |
| 171-178 | USP  | US Postal Service              |
| 181-188 | MER  | Mercatone Uno-Bianchi          |
| 191-198 | CTA  | Cantina Tollo-Alexia Alluminio |
| 201-208 | BAL  | Ballan                         |
| 211-218 | ROS  | Ros Mary-Amica Chips           |
| 221-228 | RIS  | Riso Scotti-MG Maglificio      |
| 231-238 | JAC  | Team Home-Jack & Jones         |
| 241-248 | PAL  | Palmans-Ideal                  |

## Ordine d'arrivo (Top 10)
| Pos. | Corridore            | Squadra        | Tempo    |
| ---- | -------------------- | -------------- | -------- |
| 1    | Rolf Järmann         | Casino         | 6h43'20" |
| 2    | Maarten den Bakker   | Rabobank       | s.t.     |
| 3    | Michele Bartoli      | Asics-CGA      | a 21"    |
| 4    | Michael Boogerd      | Rabobank       | s.t.     |
| 5    | Bo Hamburger         | Casino         | s.t.     |
| 6    | Germano Pierdomenico | Cantina Tollo  | a 32"    |
| 7    | Laurent Dufaux       | Festina        | s.t.     |
| 8    | Andrei Tchmil        | Lotto-Mobistar | a 2'27"  |
| 9    | Alberto Elli         | Casino         | s.t.     |
| 10   | Andrea Ferrigato     | Vitalicio Seg. | s.t.     |